# Stralingshygiëne
Stralingshygiëne is de benaming voor het geheel van maatregelen die bij de omgang met bronnen van ioniserende straling het vrijkomen van straling zo veel mogelijk tegengaan. Ze zijn niet alleen bedoeld voor de directe bescherming van mensen (op het moment van bewerking van bronnen), maar ook voor het beperken van stralingseffecten op materie en milieu (vooral op de langere termijn, bijvoorbeeld bij opslag van stralingsbronnen).
Belangrijke maatregelen ter bevordering van de stralingshygiëne zijn onder meer:
- de stralingsbron zelf zo min mogelijk straling laten produceren;
- de hoeveelheid of massa van de stralingsbron beperkt houden;
- het werkgebied zo gunstig mogelijk inrichten;
- het hanteren van strenge normen bij de verwerking van stralingsafval.